# Щербаков, Фёдор Дмитриевич
Фёдор Дмитриевич Щербаков (1910 — 1980) — помощник командира взвода 995-го стрелкового полка (263-я стрелковая дивизия, вначале 2-я гвардейская армия, 1-й Прибалтийский фронт, затем 43-я армия, 3-й Белорусский фронт), ефрейтор.

## Биография
Родился в казачьей станице Замьяновской Енотаевского уезда Астраханской губернии (в настоящее время Енотаевский район Астраханской области)в семье казаков. Станица была самой крупной в Войске по числу дворов и занимала 2 место числу казачьего населения.  Окончил 4 класса школы. Нужда заставила рано познать физический труд. В 1932—1935 годах проходил службу в Красной армии. После службы работал на рыбозаводе в посёлке Кюкта Лиманского района.
Вновь был призван в ряды Красной армии Долбанским райвоенкоматом Калмыкии 1 сентября 1943 года. С того же времени на фронтах Великой Отечественной войны.
20 апреля 1944 года приказом по 995 стрелковому полку рядовой Фёдор Щербаков за мужество и героизм в боях против немецко-фашистских захватчиков был награждён медалью «За отвагу».
В бою за освобождение города Акмене в Литве 9 августа 1944 года, действуя в составе роты, получил осколочное ранение в руку, но поля боя не покинул. Уничтожил одного солдата противника. Приказом по 263 стрелковой дивизии от 24 августа 1944 года он был награждён орденом Славы 3-й степени.
18 августа 1944 года, будучи командиром отделения автоматчиков, в районе Папилё, зайдя с отделением в тыл противника захватил контрольного пленного. Приказом по 995-му стрелковому полку от 26 августа 1944 года награждён второй медалью «За отвагу».
В ночь с 5 на 6 марта 1945 года разведчик ефрейтор Ф. Д. Щербаков находился в составе группы по поиску батарей противника в районе 25 км к северу от Кёнигсберга. Определив размещение батарей, разведчики передали сведения по рации, что позволило подавить их при наступлении. В ночном бою уничтожил 6 солдат противника. Приказом по 43-й армии от 18 февраля 1945 года награждён орденом Славы 2-й степени.
В ночь на 8 марта 1945 года в Восточной Пруссии возглавляемая им группа захвата подобралась к дзоту противника и находившейся рядом с ним землянке. Дзот и землянка были забросаны гранатами, а уцелевшие солдаты уничтожены из автоматов. Взяты в качестве трофеев станковый и ручной пулемёты. При этом лично уничтожил 2-х солдат противника. Пленённый раненый немецкий офицер, давший ценные сведения, был доставлен командованию. Приказом по 43-й армии от 31 марта 1945 года Ф. Д. Щербаков был награждён орденом Красного Знамени.
В уличных боях в Кёнигсберге 3 апреля 1945 года вёл свой взвод на дом, в подвале которого засели солдаты противника. Из окна подвала по пехоте был открыт огонь из пулемёта. Ф. Д. Щербаков первым бросился на пулемёт, на ходу забрасывая его гранатами. Пулемётный расчёт был уничтожен, но сам Щербаков был ранен. С поля боя не ушёл. На следующей улице взвод попал под сильный огонь противника, который он вёл по наступающей пехоте. Снова первым бросился в атаку и из своего автомата уничтожил 20 солдат противника и пленил офицера. Сам был в этом бою вторично ранен. Снова кинувшись в атаку, пленил 6 солдат противника. Тогда же был ранен третий раз. Всего в этих боях уничтожил 24 солдата противника и 7-х пленил. Указом Президиума Верховного Совета СССР от 26 июня 1945 года награждён орденом Славы 1-й степени.
Был демобилизован в августе 1945 года. Вернулся на родину. Работал пекарем. С 1957 жил в селе Караванное Лиманского района. Работал чабаном в колхозе.
Скончался 5 января 1980 года.